# Campanha Safávida de 1554–1555
A Campanha Safávida de 1554–1555 foi a parte final dos conflitos entre o Império Otomano e o Império Safávida durante a Guerra otomano-safávida de 1532–1555. Foi lançada por Solimão, o Magnífico (e.  1520–1566) entre junho de 1554 e maio de 1555. Foi parte de um conflito sunita-xiita mais amplo.

## Antecedentes
A campanha foi desencadeada pelos ataques safávidas de 1550–52 na Anatólia Oriental que devastaram Vã e Erzurum, e deixaram muitos sunitas mortos. Numa carta datada de julho de 1554, os otomanos chamaram os safávidas a batalha e então repetiram o famoso fátua de ibne Quemal. A campanha, que era a terceira da guerra, foi liderada por Solimão e o governador-geral da Rumélia Socolu Maomé Paxá e incluiu forças dos Bálcãs (eialete da Rumélia). As forças balcânicas, que participaram de toda a campanha, estavam em Tocate e passaram o inverno de 1553–54 lá, e então em junho de 1554 uniram-se ao exército do sultão que dirigiu-se de Alepo a Suşehri.

## Campanha
Os otomanos invadiram o Azerbaijão e mataram sunitas e xiitas. Palácios, vilas e jardins foram destruídos e Carabaque, Erevã e Naquichevão foram capturados. A tribo mamudi em Vã (não sujeita aos otomanos durante a captura de Vã em 1548) sob seu líder Haçane, até então leal aos safávidas, passou a apoiar os otomanos após o ataque do Azerbaijão em 1554. Ebussude Efendi, o jurisconsulto otomano (xeique do islã), emitiu um fátua que endossava a escravização dos cativos safávidas, e a contrário da prática anterior, eles podiam ser vendidos como não-muçulmanos. Os safávidas não escravizaram súditos otomanos, mas os executaram. O exército de Solimão capturou milhares de cativos em Naquichevão em julho de 1554.O fátua de Ebussude Efendi, porém, afirmou que a escravização das crianças quizilbaches capturadas em Naquichevão não era legal. Solimão ameaçou destruir Ardabil e seu santuário se as intrusões safávidas não parassem. Ambos os lados tiveram baixas terríveis, sem nenhum vencedor definitivo.

## Rescaldo
Solimão recebeu delegação safávida em seus quarteis de inverno em Amásia para negociar a paz. Com relação ao território, os safávidas reconheceram o controle otomano no Iraque e Erevã, Carabaque e Naquichevão; em relação a religião, os safávidas receberam promessas de que os peregrinos xiitas podiam visitar seus santuários em solo otomano na condição de que os safávidas abolissem o tabarru. Essa paz foi assinada possibilitou meio século de paz entre esses impérios. Com a conclusão das hostilidades em maio de 1555, os comandantes (Maleque Beiolu Bali Bei provavelmente foi um deles) e suas forças receberam permissão pra retornar a Rumélia. A correspondência otomano-safávida após a guerra foi amigável.